# V. S. Pritchett

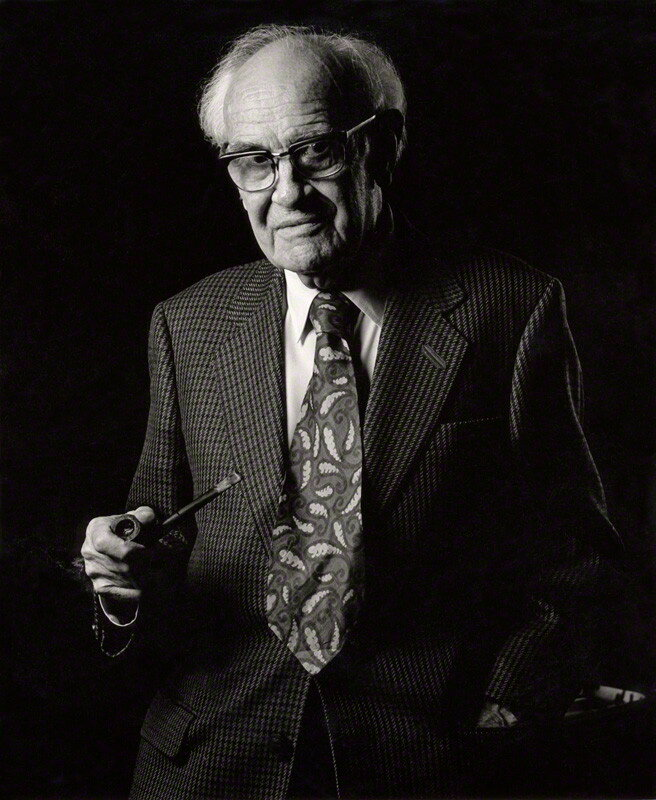
V. S. Pritchett

Sir Victor Sawdon Pritchett CH CBE (* 16. Dezember 1900 in Ipswich, Suffolk, England; † 20. März 1997 in London) war ein britischer Literaturkritiker und Schriftsteller, der vor allem durch seine 1971 erschienenen Memoiren Midnight Oil bekannt wurde.

## Leben

### Berufliche Laufbahn
Victor Pritchett, Sohn eines Geschäftsmanns, besuchte die St. John’s School, Alleyn’s School sowie das Dulwich College und war danach im Lederhandel tätig, ehe er danach als Korrespondent in Frankreich, Marokko und Spanien arbeitete. Später war er von 1926 bis 1965 Literaturredakteur bei der politischen Wochenzeitung The New Statesman.
Während des Zweiten Weltkrieges war er außerdem Mitarbeiter des Informationsministeriums. 1953 nahm er den Ruf auf eine Professur an der Princeton University an sowie 1962 an der University of California. Darüber hinaus war er auch als Professor an der Columbia University sowie am Smith College tätig.
Pritchett, der auch für die Tageszeitung The Christian Science Monitor arbeitete, wurde 1968 zum Commander des Order of the British Empire ernannt. 1971 wurde er in die American Academy of Arts and Sciences sowie in die American Academy of Arts and Letters gewählt. 1975 wurde er als Knight Bachelor in den persönlichen Adelsstand erhoben und führte fortan das Prädikat „Sir“. Zuletzt wurde er 1993 auch Mitglied des Order of the Companions of Honour.

## Literarische Laufbahn
Ende der 1920er Jahre begann er seine literarische Laufbahn und verfasste zunächst Reiseberichte wie Marching Spain (1928) und Clare Drummer (1929).
Neben einer Reihe von Kurzgeschichten wie The Spanish Virgin and Other Stories (1932), You Make Your Own Life (1938), Collected Stories (1956), Blind Love and Other Stories (1969), More Collected Stories (1983) und A Careless Widow and Other Stories (1989) schrieb er auch die Romane Nothing Like Leather (1935), Dead Man Leading (1937) und Mr. Beluncle (1951).
Des Weiteren verfasste er seine Memoiren unter den Titeln A Cab at the Door (1968) und Midnight Oil (1971), aber auch eine Reihe von Biografien über George Meredith (George Meredith and English Comedy, 1970), Honoré de Balzac (Balzac, 1973), Iwan Sergejewitsch Turgenew (The Gentle Barbarian: the Life and Work of Turgenev, 1977) sowie von Anton Pawlowitsch Tschechow (Chekhov, 1988).
Schließlich veröffentlichte er auch drei Bände mit Essays, die unter den Titeln The Myth Makers (1979), A Man of Letters (1985) und The Complete Collected Essays of V. S. Pritchett (1991).
Pritchetts Stil war witzig und eigenwillig, seine Themen satirisch. Er war vor allem am Fanatismus und der Schuld der „Puritaner“ interessiert und porträtierte diese mit wachsendem Humor in seinen Romanen. Als weitgereister, insbesondere in den USA lehrender Literaturkritiker war er hoch angesehen.

## Werke (Auswahl)
Autobiographie
- A cab at the door. 1968.
- Midnight Oil. 1971.

Biographien
- George Meredith. and English Comedy. 1970.
- Honoré de Balzac. 1973.
- The gentle barbarian. The life and work of Turgenev. 1977.
- Chekhov. 1988.

Prosa
- Komme, was kommen mag. Kurzgeschichten („It may never happen“). Dorn, Bremen 1947.
- Das rote Motorrad. Acht stories („Sense of humour“). Nymphenburger Verlagshandlung, München 1959.
- Wenn mein Mädchen heimkommt ... Neun Erzählungen („When my girl comes home ...“). Diogenes Verlag, Zürich 1965.
- Das Doppelbett. Erzählungen („Double divan“). Reclam, Leipzig 1975.
- Tee bei Mrs. Bittell. Klett-Cotta, Stuttgart 1982.
- Die Launen der Natur. Erzählung („On the edge of the cliff and other stories“). Klett-Cotta, Stuttgart 1987.
- Die Heimkehr der verlorenen Tochter. Erzählung. Fischer-Taschenbuch-Verlag, Frankfurt/M. 1992, ISBN 3-596-11265-6.
- Mr. Beluncle. A novel. Modern Library, New York 2005, ISBN 0-8129-7379-8 (Nachdr. d. Ausg. London 1951).

Sachbücher
- Der lebende Roman. 32 Essays („The living novel“). Transmare Verlag, Berlin 1947.
- London. Herz und Antlitz einer Stadt („London proclaimed“). Droemer/Knaur, München 1964.
- New York. Herz und Antlitz einer Stadt („New York proclaimed“). Droemer/Knaur, München 1966.

Werkausgabe
- The  Pritchett Century. The selected writings. Chatto & Windus. London 1998, ISBN 0-7011-6636-3.